# Монтекатини Вал ди Чечина
Монтекатини Вал ди Чечина (итал. Montecatini Val di Cecina) је насеље у Италији у округу Пиза, региону Тоскана.
Према процени из 2011. у насељу је живело 492 становника. Насеље се налази на надморској висини од 397 м.

## Становништво
Према резултатима пописа становништва 2011. у општини је живело 1.820 становника.
| 1931. | 1936. | 1951. | 1961. | 1971. | 1981. | 1991. | 2001. | 2011. |
| ----- | ----- | ----- | ----- | ----- | ----- | ----- | ----- | ----- |
| 5.176 | 5.216 | 5.376 | 4.089 | 2.719 | 2.388 | 2.178 | 2.008 | 1.820 |